# Ryan Newman
Ryan Joseph Newman (* 8. Dezember 1977 in South Bend, Indiana) ist ein US-amerikanischer Rennfahrer. Derzeit fährt er für den Rennstall Coulter Motorsports in der Whelen Southern Modified Tour. 2001 erhielt Newman sein Bachelor of Science an der Purdue University.
2002 wurde er Rookie of the Year der NASCAR.
Sein bisher größter Erfolg ist der Gewinn des Daytona 500 2008 auf dem Daytona International Speedway.

## Rennkarriere
Sein erstes Rennen fuhr Newman 1993 in der All-American Midget Series. Dort wurde er Rookie of the Year und Saisonsieger. Nach seinem Wechsel zum USAC 1995 gewann er 1996 die jeweilige Saison der Midget- und die Silver Crown Series. 1999 siegte er in allen drei Rennserien.

### Anfänge bei Penske Racing
Im Jahr 2000 begann Newman für Penske Racing zu fahren. In diesem Team gewann er drei von fünf Rennen der ARCA Racing Series. Sein erstes Rennen im Cup fuhr er 2001 auf dem Phoenix International Raceway. Danach setzte er seine Rennkarriere in beiden Serien fort. In dieser Zeit traf er auch Buddy Baker, der sich ihm als Mentor bei Superspeedway-Rennen anbot.

### 2002 bis heute
2002 gewann Newman sein erstes Rennen der damaligen Busch Series, außerdem auch das erste Rennen im Winston Cup. In diesem Jahr sicherte er sich sechsmal die Pole-Position und brach damit den Rekord von Davey Allison. Nach Dale Earnhardt junior ist er der erste Fahrer, der das All-Star Race als Rookie gewann. Am Ende des Jahres gewann er als bester Neuling den Rookie of the Year Award.

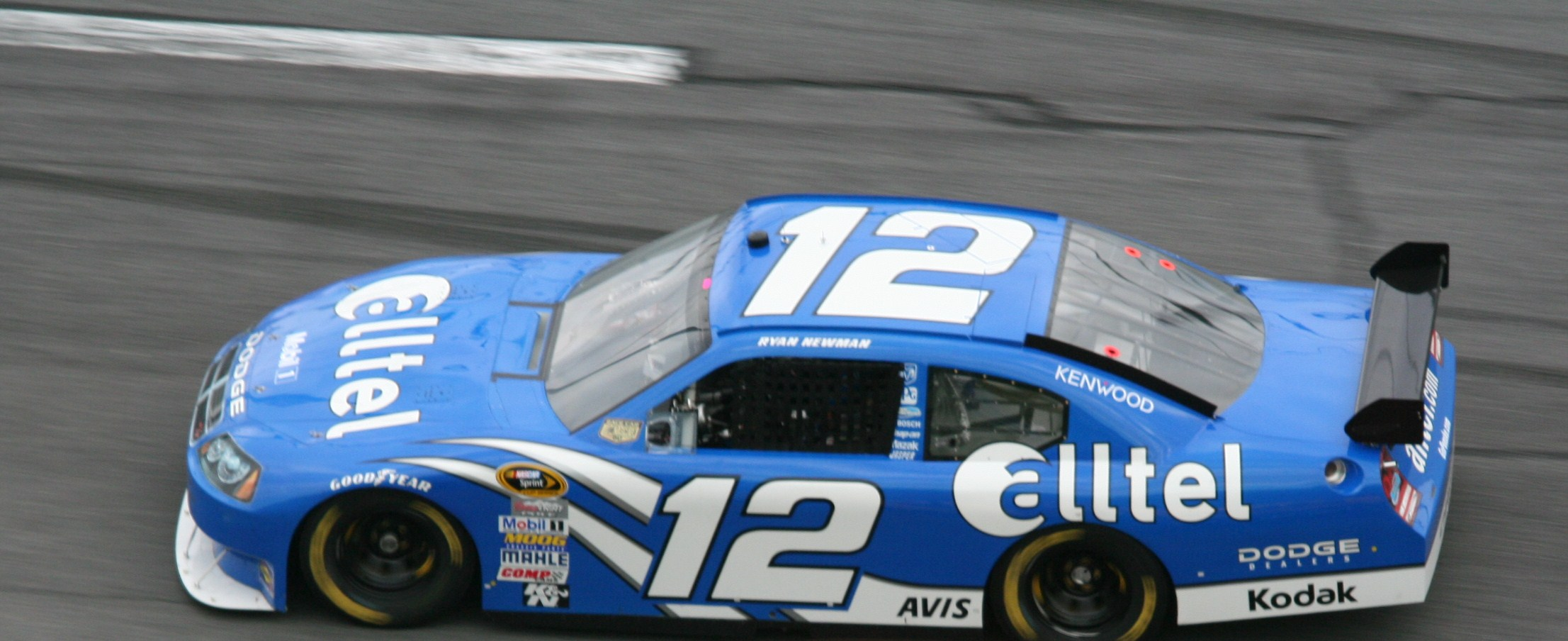
Die #12 beim Daytona 500 2008

Die Saison 2003 begann er mit einem schweren Unfall beim Daytona 500. Im Laufe der Saison konnte er acht Siege feiern und elf Poles für sich entscheiden. Allerdings wurde er durch sieben Ausfälle am Ende nur Sechster der Meisterschaft.
2006 fuhr er seine erste sieglose Saison. Dies geschah, nachdem sein langjähriger Teamchef ihn verlassen hatte und zu Michael Waltrip Racing übersiedelte. Die Saison beendete er als Achtzehnter in der Meisterschaft.
Nach einem Beinahe-Gewinn auf dem Lowe’s Motor Speedway brachte auch die Saison 2007 für ihn kein gutes Resultat. Seinen ersten Sieg seit 2005 konnte er 2008 beim Daytona 500 einfahren.
Newman wird wegen seiner Stärke über eine einzelne Runde im Qualifying und der daraus resultierende Anzahl an vielen Pole-Positions auch „Rocket Man“ genannt. Er erhielt den Spitznamen, nachdem er in der Saison 2003 insgesamt elf Pole-Positions erzielte.

## Gewonnene Rennen

### Sprint Cup (14 Siege)
- 2010 (1 Sieg) Subway Fresh Fit 600 (Phoenix)
- 2008 (1 Sieg) Daytona 500 (Daytona)
- 2005 (1 Sieg) Sylvania 300 (Loudon)
- 2004 (2 Siege) DHL 400 (Michigan), MBNA America 400 (Dover)
- 2003 (8 Siege) Samsung/Radio Shack 500 (Texas), MBNA Armed Forces Family 400 (Dover), Tropicana 400 (Chicago), Pennsylvania 500 (Pocono), GFS Marketplace 400 (Michigan), Chevy Rock and Roll 400 (Richmond), Dover 400 (Dover), Banquet 400 (Kansas)
- 2002 (1 Gewinn) New Hampshire 300 (Loudon)

### Busch Series (Sieben Siege)
- 2005 (6 Siege) Zippo 200 (Watkins Glen), Domino’s Pizza 250 (Michigan), Food City 250 (Bristol), Dover 200 (Dover), Dollar General 300 (Charlotte), Ford 300 (Homestead)
- 2001 (1 Sieg) NAPAonline.com 250 (Michigan)

### Craftsman Truck Series (ein Sieg)
- 2008 (1 Sieg) E-Z-GO 200 (Atlanta Motor Speedway)

### International Race of Champions (Ein Sieg)
- 2004 (1 Sieg) Rennen 1 (Daytona)